# 喀左陈醋
喀左陈醋，是喀喇沁左翼蒙古族自治县生產的醋。其历史悠久可以追溯到清朝康熙、雍正年间以前，制作工序繁杂。2017年，喀左陈醋注册为国家地理标志证明商标。

## 塔城陈醋酿造有限公司
也称塔城陈醋，是喀左县的陈醋酿造企业。